# 枝吉茂種
枝吉 茂種（えだよししげたね）は、日本の造園家で、登録ランドスケープアーキテクト。

## 来歴
1966年に東京農業大学農学部造園学科を卒業した。
グラック取締役会長を務めるほか、ランドスケープコンサルタンツ協会会長を務めた。
「藤沢市ビオトープ管理者養成講座（上級編）運営における技術的支援」で2013年CLA賞マネジメント部門奨励賞を、また2009年に第31回日本公園緑地協会北村賞を、それぞれ受賞している。